# باسم اليوسف
باسم حسين محمد اليوسف (ولد في 1970 في البحرين) رجل أعمال بحريني.

## النشأة والتعليم
مواليد العام 1970 في البحرين. والده هو رجل الأعمال حسين محمد اليوسف (1931-2022) ولديه تسعة من الإخوة والأخوات وهم حسب الترتيب محمد وشفيقة وفخرية وفضيلة وفاطمة وهدى ونادية وليلى وسلوى.
تخرج من جامعة آيوا بالولايات المتحدة العام 1993 بدرجة بكالوريوس في إدارة الأعمال.

## المسيرة المهنية
في عام 1993 عين مدير إداري في شركة اليوسف للديكور. في عام 1996 عين المدير الإداري لشركة اليوسف للزجاج والمرايا. في عام 1997 عين المدير الإداري لمصنع اليوسف للألمنيوم. في عام 2003 عين المدير الإداري لمصنع اليوسف ثيرموغلاس. من العام 2004 إلى الآن هو المدير الإداري لمجموعة شركات اليوسف.
من أبرز إنجازاته:
- ساهم في تأسيس مجموعة شركات اليوسف.
- أسس شركة اليوسف للزجاج والمرايا بمملكة البحرين.
- كان أحد مؤسسي غلوبارت غاليريز للفن المعاصر منذ أن برزت ميوله تجاه الفن إذ اكتسب الفن بالميول والهواية.
- عضو مجلس إدارة مصنع اليوسف للألمنيوم.
- عضو مجلس إدارة شركة اليوسف للديكور.
- عضو مجلس إدارة شركة اليوسف لمواد البناء.
- العام 2003 أسس مصنع اليوسف ثيرموغلاس الذي ينتج الألواح الزجاجية.
- رئيس لجنة التنظيم لأول منتدى في مملكة البحرين يتعلق بالزجاج والذي جاء بعنوان «مفاتيح الكمال في صناعة الزجاج» العام 2008.

في 28 مارس 2009 أعلن اليوسف على هامش المؤتمر الصحافي الذي عقدته المجموعة: «إن الشركة وقعت عقودا لإنتاج نحو 120 ألف متر مربع من الزجاج منذ مطلع العام الجاري وهو ما يمثل زيادة بنسبة 100 في المئة عن الفترة ذاتها من العام الماضي والبالغة 60 ألف متر مربع متوقعا أن يصل إجمالي حجم إنتاج الشركة خلال 2009 إلى نحو 600 ألف متر مربع بزيادة نسبتها 14,7 في المئة عن 2008 والتي بلغت 523 ألف متر مربع وهي ما تعادل 30 في المئة من إجمالي حصة السوق».
في العام 2016 كان المصنع يعمل طوال اليوم 24 ساعة وكان هناك مجال لاستقبال طلبات أكبر من السوق ومع وجود مساحات بجانب المصنع الحالي في توبلي حيث رأوا فرصة لمضاعفة الإنتاج وأصبح حجم الإنتاج يقدر بنحو الضعف وذلك من 100 متر يومي إلى نحو 2400 متر مربع.
حسب 2018 فإن شركة اليوسف تعتبر صاحبة أكبر مصنع للزجاج في البحرين إذ تبلغ الطاقة الإنتاجية الحالية 2400 متر مربع من مختلف منتجات الزجاج يوميا. وتم إدخال الكثير من أنواع الزجاج مثل الزجاج العازل والزجاج المطبوع والزجاج المطلي والزجاج الذي يمكن إدخال القماش به ومنتجات الديكور بينها. ودخلوا في العديد من المشروعات مثلا في مناقصة مطار البحرين الدولي الجديد وتنفيذ برج فونتانا وأبراج الدبلومات وغيرها من المشروعات.

## الحياة الشخصية
متزوج.